# فرهاد احمدوف
فرهاد احمدوف (روسی: Фархад Тимурович Ахмедов; ترکی آذربایجانی: Fərhad Teymur oğlu Əhmədov، زاده ۱۵ سپتامبر ۱۹۵۵) تاجر روس/آذربایجانی می‌باشد.

## گازشمال
وی در سال ۱۹۹۳ شرکت گاز شمال (به انگلیسی: Northgas) را در مدار قطب شمال که شرکت تولید کننده مواد نفتی و گازی بود را بنیان‌گذاری کرد، که یکی از بزرگت‌ترین ذخایر شناخته شده در سطح جهان می‌باشد که بنا به دلایلی از قبیل تهدید و گرفتن مجوز کار مجبور شد تا ۵۱٪ سهام خود را به گازپروم و ۴۹٪ باقی‌مانده برای خود را در سال ۲۰۱۲ با مبلغی نامعلوم، به شرکت نواتکس واگذار کرد، گزارش‌ها از فروش سهام به مبلغی بالغ بر $۱٫۸ - $۲٫۶ بیلیون دلار می‌باشد.

## آزنار
احمدوف در سال ۲۰۰۷ در جمهوری آذربایجان کارخانه آزنار (به انگلیسی: AzNar) که تولید کننده نوشابه و آبمیوه‌های طبیعی می‌باشد را تأسیس کرد، آزنار برای تبدیل شدن به یک کارخانه پیشرو در بازار جهانی در زمینه آبمیوه‌های طبیعی به نمایندگی از جمهوری آذربایجان در تلاش است، عمده تخصص کارخانه آزنار در تولیدات آب انار می‌باشد. فرهاد احمدوف بیشتر از ۷۵ میلیون $ در آزنار سرمایه‌گذاری کرده‌است و به‌طور مداوم به دنبال توسعه در بازار آب میوه‌های تازه می‌باشد.

## روسیه
در دسامبر ۲۰۰۴، فرهاد احمدوف به عنوان اولین سناتور روس/آذربایجانی در طول تاریخ تبدیل شد، که به نمایندگی از منطقه کراسنودار به شورای نمایندگان فدراسیون روسیه راه یافته‌است. در آن زمان شرکت گازشمال ۵۰ میلیون دلار در کراسنودار سرمایه گذاری کرده بود. و در بین سال‌های ۲۰۰۷ - ۲۰۰۹ به عنوان سناتور ناحیه خودمختار یامالو-ننتس برگزیده شد. ولی با توجه به تعهدات کسب و کار در سال ۲۰۰۹ از پستش اسعفاء داد.

## جمهوری آذربایجان
فرهاد احمدوف به صراحت گفته هیچ نقشی در سیاست جمهوری آذربایجان نداشته ولی مشورت‌های دوستانه با الهام علی اف داشته اشت.

## توضیحات
1. ↑  نار در زبان ترکی آذربایجانی به معنای انار می‌باشد، که عمده محصولات کارخانه فرهاد احمدوف بر روی این فراورده متمرکز می‌باشد.